# Kloster Hördt

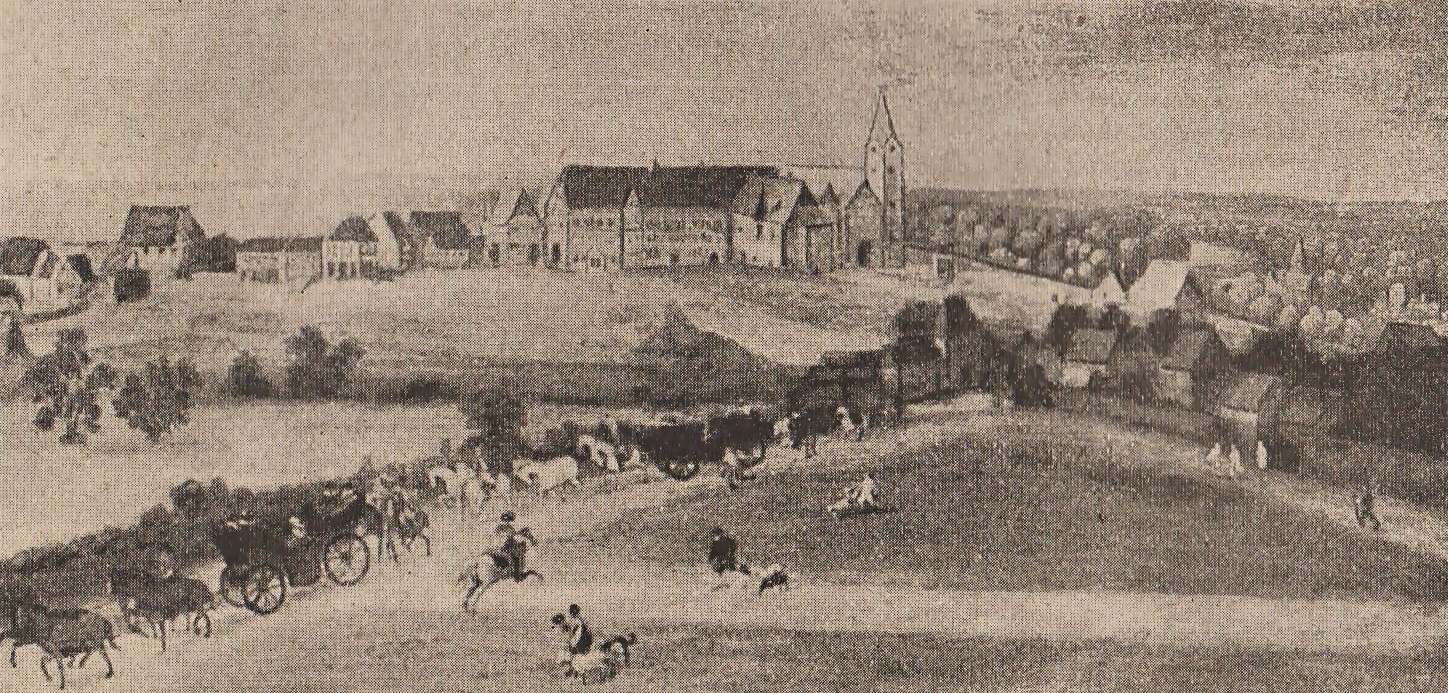
Kloster Hördt, 1613

Das Kloster Hördt war ein Augustiner-Chorherren-Stift im Rang einer Propstei und befand sich auf dem Klosterberg in Hördt, im heutigen Landkreis Germersheim in Rheinland-Pfalz. Es war mehr als ein halbes Jahrtausend der religiöse Mittelpunkt dieser Gegend und gilt als reichstes Ritterkloster der damaligen Kurpfalz. Es gehörte zum Reformverbund des Stifts Marbach (Oberelsaß). 

## Klostergründung

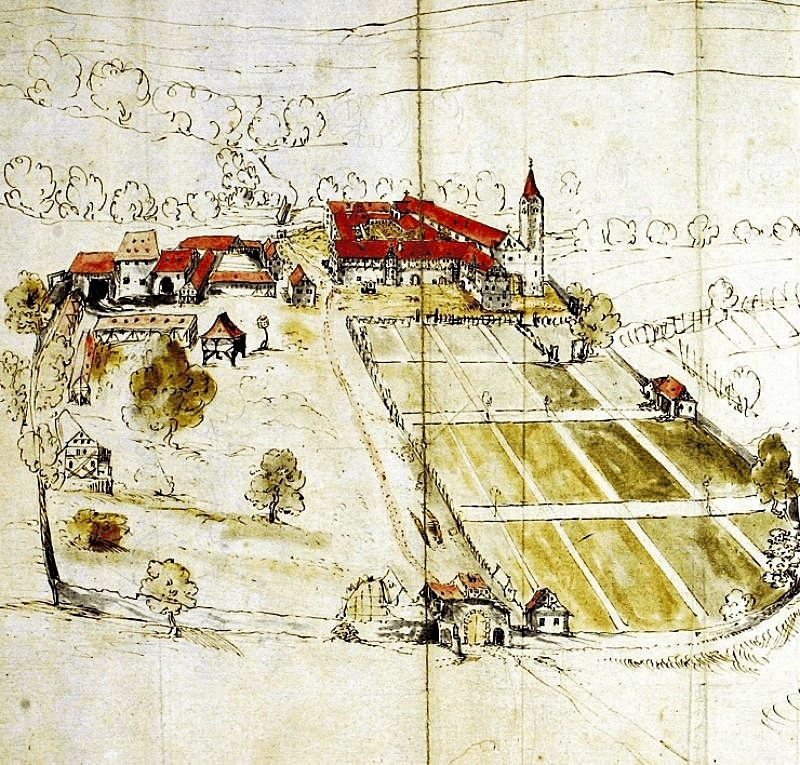
Kloster Hördt, 1640, Aquarellzeichnung vom letzten Propst Petrus Krane

Im Februar 1103 errichtete der Edelmann Herimannus auf seinem Gut in Herthi ein reich begütertes Kloster, welches der Gottesmutter Maria geweiht wurde. Als Zeugen werden Kaiser Heinrich IV. sowie Johannes I. Bischof von Speyer und andere Adlige in Speyer genannt. Bereits davor bestand die Dorfkirche St. Georg.

## Stiftungen und Schenkungen
Um 1140 ließ Burchard, Kanoniker am Stift St. Guido zu Speyer auf seinem und seiner Mutter Eigentum in der Speyerer Vorstadt eine dem Hl. Ägidius geweihte Kirche mit Hospital erbauen. Diese Stiftung übertrug er 1148, nach dem Tod seiner Mutter, dem Chorherrenstift Hördt. Zeuge der Schenkung war der Speyerer Bischof Günther von Henneberg. Schon bald wurde daraus eine der Speyerer Pfarrkirchen; das Kloster Hördt besetzte sie mit eigenen Geistlichen oder stellte welche dort an. Die Speyerer Ägidienkirche blieb bis zur Aufhebung des Stifts in dessen Besitz.
Für 1171 sind Besuche der Hildegard von Bingen nachgewiesen.
Am 25. August 1278 genehmigte Bischof Friedrich von Bolanden im Bistum Speyer eine Geldsammlung zugunsten der abgebrannten Kirche Unserer lieben Frau in Herde und gewährte, unter der Bedingung einer zusätzlichen Beichte, für alle Spender einen Ablass.

## Bauernkrieg und Dreißigjähriger Krieg
Aufgrund der häufigen und schweren Frondienste für das Kloster, extremer Besitzunterschiede sowie sehr hoher Steuern und Umlagen kam es im Pfälzischen Bauernkrieg 1525 auch zum Aufruhr gegen das Hördter Kloster. Dabei wurden die Gebäude von den unzufriedenen Bauern und Handwerkern gebrandschatzt und die Mönche misshandelt. Propst Florenz Schliederer von Lachen starb. Der Aufstand wurde niedergeschlagen, wobei sich die sozialen Verhältnisse kaum besserten. Auch die Blütezeit des Klosters war vorbei.
Petrus Krane war ab 1637 der letzte Propst des Hördter Augustinerklosters. Er wurde in den Wirren des Dreißigjährigen Krieges auf Anweisung des Fürstbischofs und französischer Soldaten mit Gewalt vertrieben. Das Kloster wurde säkularisiert und ging mit seinen Pfründen in das Eigentum der Kurpfalz über.

## Nach der Säkularisation
Von 1556 bis 1660 wechselten die Angehörigen und Untertanen des Klosters neunmal zwischen katholischer, lutherischer und calvinistischer Konfession.
In Zeiten der Mainzer Republik wurde die Klosterstiftung aufgelöst, und die großen Besitzungen des Klosters wurden durch die französische Nation versteigert. Nachdem 1816 der Rheinkreis zu Bayern gekommen war, wurde der große Klosterwald Staatswald. Der Großteil der Klostergüter wurde von Ortsfremden übernommen. Die Kloster-, Garten-, Propstei-, Augustiner- und Spiegelbergstraße sowie Propst-Krane-Platz und Herimannusweg erinnern heute mit ihren Namen an das Klosterdorf. Ferner existiert in Hördt ein Standbild des hl. Johannes Nepomuk. Von der Klostermauer ist ein 15 m langes und 2,50 m hohes Stück erhalten geblieben, alles andere ist nicht mehr vorhanden, da es nach der Französischen Revolution versteigert wurde.